# دجيمون هونسو
دجيمون هونسو (بالإنجليزية: Djimon Hounsou) هو ممثل أمريكي (من مواليد 24 أبريل 1964) في كوتونو، بنين. بدأ مسيرته الفنية عام 1989.
في عام 2006، لعب دور «سليمان فاندي» زوج «جيسي» (بينو مابينا) في فيلم الألماس الدموي للمخرج إدوارد زويك.

## الأعمال
- ستارغيت (فيلم)
- أميستاد (فيلم)
- إي آر (مسلسل)
- المصارع (فيلم)
- لارا كروفت تومب رايدر:مهد الحياة
- إيلياس (مسلسل أمريكي)
- قسطنطين (فيلم)
- ذا آيلاند
- ماسة الدماء (فيلم)
- بوش (فيلم)
- نيفر باك داون

## وصلات خارجية
- دجيمون هونسو على موقع IMDb (الإنجليزية)
- دجيمون هونسو على موقع ميتاكريتيك (الإنجليزية)
- دجيمون هونسو على موقع روتن توميتوز (الإنجليزية)
- دجيمون هونسو على موقع مونزينجر (الألمانية)
- دجيمون هونسو على موقع ألو سيني (الفرنسية)
- دجيمون هونسو على موقع ميوزك برينز (الإنجليزية)
- دجيمون هونسو على موقع أول موفي (الإنجليزية)
- دجيمون هونسو على موقع بوكس أوفيس موجو (الإنجليزية)
- دجيمون هونسو على موقع قاعدة بيانات الأفلام السويدية (السويدية)
- دجيمون هونسو على موقع إن إن دي بي (الإنجليزية)
- Punching Up His Career[وصلة مكسورة] Courant.com (March 10, 2008)
- Djimon Hounsou: The Push Interview with Kam Williams